# Krobu
Die Sprache Krobu (ISO 639-3: kxb; auch krobou) ist eine Sprache aus der Sprachgruppe der Kwa-Sprachen, die von insgesamt 9.920 Personen in vier Ortschaften in der Präfektur Agboville in der Elfenbeinküste gesprochen wird.
Krobu gehört zur größeren Gruppe der Tano-Sprachen innerhalb der Sprachfamilie der Niger-Kongo-Sprachen. Die Volksgruppe, die diese Sprache spricht, sind die Krob oder Krobu, und viele von ihnen sprechen auch die Sprachen Baule und Abe. In letzter Zeit allerdings sprechen viele von ihnen nur noch Französisch, die einzige Amtssprache der Elfenbeinküste, als Muttersprache.